# Харрис, Уолт
Уо́лтер Ха́ррис (англ. Walter Harris; 10 июня 1983, Бирмингем) — американский боец смешанного стиля, представитель тяжёлой весовой категории. Выступает на профессиональном уровне начиная с 2011 года, известен по участию в турнирах таких бойцовских организаций как UFC, Titan FC и др.

## Биография
Уолт Харрис родился 10 июня 1983 года в городе Бирмингем, штат Алабама. С детства увлекался баскетболом, во время обучения в Джексонвильском государственном университете состоял в университетской баскетбольной команде, в течение одного сезона выходил в стартовом составе и даже получал предложения пройти стажировку в Национальной баскетбольной ассоциации. Также занимался боксом, в частности выигрывал молодёжные чемпионаты «Золотые перчатки» в Алабаме, Флориде и Джорджии. Тем не менее, получив учёную степень в области физического воспитания, в 2008 году он решил не продолжать карьеру в баскетболе или боксе, полностью посвятив себя смешанным единоборствам. Прежде чем начать зарабатывать в боях деньги, работал грузчиком мебели и служащим в компании United Parcel Service.
Дебютировал в ММА на профессиональном уровне в марте 2011 года, победив своего первого соперника техническим нокаутом уже на шестнадцатой секунде первого раунда. Однако уже в следующем поединке на турнире World Extreme Fighting потерпел первое поражение — бой продлился все три раунда, и судьи единогласно отдали победу его сопернику. Наиболее значимый поединок в этот период состоялся в феврале 2012 года, когда он встречался с соотечественником Энтони Хэмилтоном и смог нокаутировать его на второй минуте первого раунда.
Имея в послужном списке шесть побед (все победы нокаутом) и только одно поражение, в 2013 году Харрис привлёк к себе внимание крупнейшей американской бойцовской организации Ultimate Fighting Championship и дебютировал здесь в рамках финала восемнадцатого сезона реалити-шоу The Ultimate Fighter. В первом раунде сильным ударом сумел потрясти своего соперника Джареда Рошолта, но тот постепенно восстановился и выиграл единогласным судейским решением. В следующем поединке вышел в октагон против представителя Украины Никиты Крылова, был фаворитом в этом противостоянии, но уже в начале первого раунда пропустил удар ногой в голову и, оказавшись на полу, был добит Крыловым.
После двух поражений подряд Уолта Харриса уволили из UFC, и он присоединился к менее престижному промоушену Titan Fighting Championships. В мае 2014 года одержал здесь одну победу, планировался его бой против Дейва Хермана, но из-за полученной Харрисом травмы спины этот поединок сначала был отложен, а затем и вовсе отменён.
В 2014 году Харрис вновь подписал контракт с UFC и вернулся в организацию, подменив травмировавшегося поляка Данеля Омеляньчука в бою против австралийца Соа Палелеи — в итоге проиграл техническим нокаутом в концовке второго раунда. В 2016 году на турнире UFC 197 техническим нокаутом взял верх над новичком организации Коди Истом, позже встречался с россиянином Шамилем Абдурахимовым и уступил ему раздельным решением судей.
В декабре 2018 года Харрис раздельным решением судей выиграл у белорусского ветерана Андрея Орловского. Однако спустя месяц стало известно, что в его допинг-пробе были обнаружены следы запрещённого вещества LGD4033, селективного модулятора андрогенных рецепторов. В итоге Атлетическая комиссия штата Калифорния дисквалифицировала его сроком на четыре месяца и назначила ему штраф в размере 4000 долларов, тогда как результат боя с Орловским был отменён. Как сообщается, бойцу удалось доказать, что запрещённое вещество попало к нему в организм случайно вместе с загрязнённой добавкой, поэтому срок дисквалификации оказался таким небольшим.
24 октября на UFC 254 проиграл техническим нокаутом Александру Волкову.
5 июня 2021 года в Лас-Вегасе на турнире UFC Fight Night: Rozenstruik vs. Sakai, уступил техническим нокаутом Марчину Тыбуре .

## Статистика в профессиональном ММА
| Боёв 24          | Побед 13 | Поражений 10 |
| ---------------- | -------- | ------------ |
| Нокаутом         | 13       | 5            |
| Сдачей           | 0        | 1            |
| Решением         | 0        | 3            |
| Дисквалификацией | 0        | 1            |
| Не состоявшихся  | 1        | 1            |

| Результат    | Рекорд    | Соперник           | Способ                                   | Турнир                                                 | Дата            | Раунд | Время | Место                | Примечание                                                 |
| ------------ | --------- | ------------------ | ---------------------------------------- | ------------------------------------------------------ | --------------- | ----- | ----- | -------------------- | ---------------------------------------------------------- |
| Поражение    | 13-10 (1) | Марчин Тыбура      | ТКО (удары)                              | UFC Fight Night: Rozenstruik vs. Sakai                 | 5 июня 2021     | 1     | 4:06  | Лас-Вегас, США       |                                                            |
| Поражение    | 13-9 (1)  | Александр Волков   | ТКО (удар ногой в корпус и удары руками) | UFC 254                                                | 24 октября 2020 | 2     | 1:15  | Абу-Даби, ОАЭ        |                                                            |
| Поражение    | 13-8 (1)  | Алистар Оверим     | ТКО (удары)                              | UFC on ESPN: Overeem vs. Harris                        | 17 мая 2020     | 2     | 3:00  | Джексонвилл, США     |                                                            |
| Победа       | 13-7 (1)  | Алексей Олейник    | KO (удары руками)                        | UFC on ESPN: dos Anjos vs. Edwards                     | 20 июля 2019    | 1     | 0:12  | Сан-Антонио, США     | Выступление вечера.                                        |
| Победа       | 12-7 (1)  | Сергей Спивак      | TKO (удары)                              | UFC Fight Night: Iaquinta vs. Cowboy                   | 4 мая 2019      | 1     | 0:50  | Оттава, Канада       | Выступление вечера.                                        |
| Не состоялся | 11-7 (1)  | Андрей Орловский   | Результат отменён                        | UFC 232                                                | 29 декабря 2018 | 3     | 5:00  | Инглвуд, США         | Победа Харриса раздельным решением отменена из-за допинга. |
| Победа       | 11-7      | Дэниел Спитц       | TKO (удары руками)                       | UFC Fight Night: Rivera vs. Moraes                     | 1 июня 2018     | 2     | 4:59  | Нью-Йорк, США        |                                                            |
| Поражение    | 10-7      | Марк Годбир        | DQ (запрещённый удар)                    | UFC 217                                                | 4 ноября 2017   | 1     | 4:29  | Нью-Йорк, США        |                                                            |
| Поражение    | 10-6      | Фабрисиу Вердум    | Сдача (рычаг локтя)                      | UFC 216                                                | 7 октября 2017  | 1     | 1:05  | Лас-Вегас, США       |                                                            |
| Победа       | 10-5      | Сирил Аскер        | TKO (удары руками)                       | UFC Fight Night: Holm vs. Correia                      | 17 июня 2017    | 1     | 1:44  | Каланг, Сингапур     |                                                            |
| Победа       | 9-5       | Чейз Шерман        | KO (колени и руки)                       | UFC Fight Night: Rodríguez vs. Penn                    | 15 января 2017  | 2     | 2:41  | Финикс, США          |                                                            |
| Поражение    | 8-5       | Шамиль Абдурахимов | Раздельное решение                       | UFC Fight Night: Lineker vs. Dodson                    | 1 октября 2016  | 3     | 5:00  | Портленд, США        |                                                            |
| Победа       | 8-4       | Коди Ист           | TKO (удары руками)                       | UFC 197                                                | 23 апреля 2016  | 1     | 4:18  | Лас-Вегас, США       |                                                            |
| Поражение    | 7-4       | Соа Палелеи        | TKO (удары руками)                       | UFC Fight Night: Rockhold vs. Bisping                  | 7 ноября 2014   | 2     | 4:49  | Сидней, Австралия    |                                                            |
| Победа       | 7-3       | Ди Джей Линдерман  | KO (удары руками)                        | Titan FC 28                                            | 16 мая 2014     | 1     | 4:12  | Ньюкёрк, США         |                                                            |
| Поражение    | 6-3       | Никита Крылов      | TKO (ногой в голову)                     | UFC on Fox: Henderson vs. Thomson                      | 25 января 2014  | 1     | 0:25  | Чикаго, США          |                                                            |
| Поражение    | 6-2       | Джаред Рошолт      | Единогласное решение                     | The Ultimate Fighter: Team Rousey vs. Team Tate Finale | 30 ноября 2013  | 3     | 5:00  | Лас-Вегас, США       |                                                            |
| Победа       | 6-1       | Тони Мелтон        | TKO (удары руками)                       | Strike Hard Productions 24                             | 15 июня 2013    | 1     | 2:00  | Бирмингем, США       |                                                            |
| Победа       | 5-1       | Джош Робертсон     | TKO (удары руками)                       | Strike Hard Productions 20                             | 8 декабря 2012  | 1     | 1:06  | Бирмингем, США       |                                                            |
| Победа       | 4-1       | Энтони Хэмилтон    | KO (удары руками)                        | Superior Cage Combat 4: Grove vs. Silva                | 16 февраля 2012 | 1     | 1:15  | Лас-Вегас, США       |                                                            |
| Победа       | 3-1       | Седрик Джеймс      | KO (удары руками)                        | Fight Time 7: The Return                               | 7 октября 2011  | 1     | 0:22  | Форт-Лодердейл, США  |                                                            |
| Победа       | 2-1       | Уэс Литтл          | KO (удар рукой)                          | Fight Force International: Blood & Sand 9              | 7 мая 2011      | 1     | 1:54  | Билокси, США         |                                                            |
| Поражение    | 1-1       | Крис Барнетт       | Единогласное решение                     | World Extreme Fighting 46                              | 22 апреля 2011  | 3     | 5:00  | Орландо, США         |                                                            |
| Победа       | 1-0       | Джастин Торнтон    | TKO (удары руками)                       | Hess Extreme Fighting                                  | 15 марта 2011   | 1     | 0:16  | Панама-Сити-Бич, США |                                                            |